# Andreas Volland
Andreas Volland (* 19. Februar 1966 in Pfronten) ist ein ehemaliger deutscher Eishockeyspieler. Er spielte als Stürmer unter anderem in der Eishockey-Bundesliga und war für die Nationalmannschaft aktiv.

## Laufbahn
Volland begann seine Laufbahn als Juniorenspieler beim SC Riessersee und beim EV Pfronten. Nachdem er in Riessersee lediglich neun Spiele in der Eishockey-Bundesliga absolvieren konnte, wechselte er 1985 zum Mannheimer ERC. In fünf Spielrunden lief er in 207 Spielen für die Mannschaft auf und erzielte 52 Scorerpunkte. In der Saison 1986/1987 wurde er unter Trainer Ladislav Olejnik Deutscher Eishockey-Vizemeister. 1990 schloss er sich dem EC Hedos München an, verließ in deren Meisterschaftssaison 1993/94 den Verein in Richtung Kaufbeuren. Mit dem ESV Kaufbeuren spielte er zwei Jahre in der neu gegründeten DEL. Obwohl er 1996 25 Scorerpunkte in der Hauptrunde für die Kaufbeurer erzielen konnte, wechselte er in die 2. Eishockey-Bundesliga zum ERC Sonthofen. Ab 1998 spielte er bei der EA Kempten und dem EV Pfronten nur noch in Amateurvereinen. 2004 beendete er seine Laufbahn.
1993 spielte Volland bei der Weltmeisterschaft für die deutsche Nationalmannschaft und konnte in sechs Spielen drei Scorerpunkte erzielen.

## Familie
Andreas Volland hat zwei Söhne, von denen einer, Kevin, Profifußballer ist, sowie eine Tochter.